# Soundtrack to the Apocalypse
Soundtrack to the Apocalypse es una caja recopilatoria de la banda estadounidense de thrash metal Slayer. Incluye tres CD y un DVD (Standard Edition) o cuatro CD y un DVD (Deluxe Edition). La edición deluxe también incluye una pancarta y un libreto de sesenta páginas que cubre la historia de la banda.

## Lista de canciones
| Disco 1 |                                 |                      |                |                      |          |  |
| N.º     | Título                          | Letras               | Música         | Álbum original       | Duración |  |
| 1.      | «Angel of Death»                | Jeff Hanneman        | Hanneman       | Reign in Blood       | 4:50     |  |
| 2.      | «Criminally Insane» (remix)     | Hanneman, Kerry King | Hanneman, King | Reign in Blood       | 3:07     |  |
| 3.      | «Post mortem»                   | Hanneman             | Hanneman       | Reign in Blood       | 3:27     |  |
| 4.      | «Raining Blood»                 | Hanneman, King       | Hanneman, King | Reign in Blood       | 4:12     |  |
| 5.      | «Aggressive Perfector»          | Hanneman, King       | Hanneman, King | Haunting the Chapel  | 2:28     |  |
| 6.      | «South of Heaven»               | Tom Araya            | Hanneman       | South of Heaven      | 4:45     |  |
| 7.      | «Live Undead»                   | King, Araya          | Hanneman       | South of Heaven      | 3:50     |  |
| 8.      | «Silent Scream»                 | Araya                | Hanneman, King | South of Heaven      | 3:05     |  |
| 9.      | «Mandatory Suicide»             | Araya                | Hanneman, King | South of Heaven      | 4:04     |  |
| 10.     | «Spill the Blood»               | Hanneman             | Hanneman       | South of Heaven      | 4:49     |  |
| 11.     | «War Ensemble»                  | Hanneman, Araya      | Hanneman       | Seasons in the Abyss | 4:51     |  |
| 12.     | «Dead Skin Mask»                | Araya                | King           | Seasons in the Abyss | 5:16     |  |
| 13.     | «Hallowed Point»                | Hanneman, Araya      | Hanneman, King | Seasons in the Abyss | 3:24     |  |
| 14.     | «Born of Fire»                  | King                 | Hanneman, King | Seasons in the Abyss | 3:07     |  |
| 15.     | «Seasons in the Abyss»          | Araya                | Hanneman       | Seasons in the Abyss | 6:26     |  |
| 16.     | «Hell Awaits» (en directo)      | King                 | Hanneman, King | Decade of Aggression | 6:49     |  |
| 17.     | «The Antichrist» (en directo)   | Hanneman             | Hanneman, King | Decade of Aggression | 3:11     |  |
| 18.     | «Chemical Warfare» (en directo) | Hanneman, King       | Hanneman, King | Decade of Aggression | 5:25     |  |

| Disco 2 |                                                    |                                                                       |                            |                                    |          |  |
| N.º     | Título                                             | Letras                                                                | Música                     | Álbum original                     | Duración |  |
| 1.      | «Sex. Murder. Art.»                                | Araya                                                                 | King                       | Divine Intervention                | 1:50     |  |
| 2.      | «Dittohead»                                        | King                                                                  | King                       | Divine Intervention                | 2:30     |  |
| 3.      | «Divine Intervention»                              | Hanneman, King, Araya, Paul Bostaph                                   | Hanneman, King             | Divine Intervention                | 5:32     |  |
| 4.      | «Serenity in Murder»                               | Araya                                                                 | Hanneman, King             | Divine Intervention                | 2:36     |  |
| 5.      | «213»                                              | Araya                                                                 | Hanneman                   | Divine Intervention                | 4:51     |  |
| 6.      | «Can't Stand You»                                  | Hanneman                                                              | Hanneman                   | Undisputed Attitude                | 1:27     |  |
| 7.      | «Ddamm»                                            | Hanneman                                                              | Hanneman                   | Undisputed attitude                | 1:01     |  |
| 8.      | «Gemini»                                           | Araya                                                                 | King                       | Undisputed attitude                | 4:51     |  |
| 9.      | «Bitter Peace»                                     | Hanneman                                                              | Hanneman                   | Diabolus in musica                 | 4:31     |  |
| 10.     | «Death's head»                                     | Hanneman                                                              | Hanneman                   | Diabolus in musica                 | 3:29     |  |
| 11.     | «Stain of Mind»                                    | Hanneman                                                              | King                       | Diabolus in musica                 | 3:24     |  |
| 12.     | «Disciple»                                         | King                                                                  | Hanneman                   | God Hates Us All                   | 3:35     |  |
| 13.     | «God Send Death»                                   | Hanneman, Araya                                                       | Hanneman                   | God Hates Us All                   | 3:45     |  |
| 14.     | «New faith»                                        | King                                                                  | King                       | God Hates Us All                   | 3:05     |  |
| 15.     | «In-A-Gadda-Da-Vida» (cover de Iron Butterfly)     | Doug Ingle                                                            | Ingle                      | banda sonora de Less Than Zero     | 3:16     |  |
| 16.     | «Disorder» (cover de The Exploited, con Ice T)     | King, Araya, Ice T, Wattie Buchan, "Big" John Duncan, Gary MacCormack | Buchan, Duncan, MacCormack | banda sonora de Judgment Night     | 4:56     |  |
| 17.     | «Memories of Tomorrow» (Suicidal Tendencies cover) | Mike Muir, Louiche Mayorga                                            | Muir, Mayorga              | Undisputed Attitude                | 0:53     |  |
| 18.     | «Human Disease»                                    | Hanneman, King, Araya                                                 | Hanneman, King, Araya      | banda sonora de La novia de Chucky | 4:20     |  |
| 19.     | «Unguarded Instinct»                               | King                                                                  | Hanneman                   | Diabolus in Musica                 | 3:44     |  |
| 20.     | «Wicked»                                           | Araya, Bostaph                                                        | Hanneman, King             | Diabolus in Musica                 | 6:03     |  |
| 21.     | «Addict»                                           | King                                                                  | Hanneman                   | God Hates Us All                   | 3:41     |  |
| 22.     | «Scarstruck»                                       | King                                                                  | King                       | God Hates Us All                   | 3:31     |  |

| Disco 3 - Shit You've Never Heard - CD |                                                      |                    |                             |                                             |          |  |
| N.º                                    | Título                                               | Letras             | Música                      | Grabación                                   | Duración |  |
| 1.                                     | «Ice Titan» (directo)                                |                    |                             | Marzo de 1983 en California                 | 4:18     |  |
| 2.                                     | «The Antichrist» (rehearsal)                         | Hanneman           | Hanneman, King              | Diciembre de 1983 en el garage de Tom Araya | 2:53     |  |
| 3.                                     | «Fight till Death» (rehearsal)                       | Hanneman           | Hanneman                    | Diciembre de 1983 en el garage de Tom Araya | 3:30     |  |
| 4.                                     | «Necrophiliac» (en directo)                          | Hanneman, King     | Hanneman                    | Septiembre de 1985 California               | 5:00     |  |
| 5.                                     | «Piece by Piece» (mezcla alt, incluye intro de bajo) | King               | King                        | sesiones de estudio de Reign in Blood       | 2:13     |  |
| 6.                                     | «Raining Blood» (en directo)                         | Hanneman, King     | Hanneman                    | Noviembre de 1986 Canadá                    | 3:09     |  |
| 7.                                     | «Angel of Death» (en directo)                        | Hanneman           | Hanneman                    | Noviembre de 1986, Canadá                   | 4:58     |  |
| 8.                                     | «Raining Blood» (Grabación casera de Jeff Hanneman)  | Hanneman, King     | Hanneman                    | 1986, en casa de Jeff Hanneman              | 2:00     |  |
| 9.                                     | «South of Heaven» (Jeff Hanneman home recording)     | Araya              | Hanneman                    | 1988, en casa de Jeff Hanneman              | 3:29     |  |
| 10.                                    | «Seasons in the Abyss» (en directo)                  | Araya              | Hanneman                    | Junio de 1991, Míchigan                     | 6:43     |  |
| 11.                                    | «Mandatory Suicide» (en directo)                     | Araya              | Hanneman, King              | Junio de 1991, Míchigan                     | 3:59     |  |
| 12.                                    | «Mind Control» (en directo)                          | Araya, King        | Hanneman, King              | Brasil, 1994                                | 3:05     |  |
| 13.                                    | «No Remorse (I Wanna Die)» (con Atari Teenage Riot)  | Araya, Hanin Elias | Hanneman, King, Alec Empire | Spawn: The Album                            | 4:15     |  |
| 14.                                    | «Dittohead» (en directo)                             | King               | King                        | Mayo de 1998, California                    | 3:03     |  |
| 15.                                    | «Sex. Murder. Art.» (en directo)                     | Araya              | King                        | Mayo de 1998, California                    | 2:22     |  |
| 16.                                    | «Bloodline» (en directo)                             | King               | King                        | Suecia, 2002                                | 4:02     |  |
| 17.                                    | «Payback» (en directo)                               | King               | King                        | Suecia, 2002                                | 6:39     |  |

| Disco 4 - Shit You've Never Seen - DVD | |                                 |          |  |
| N.º                                    | Título | Grabación                       | Duración |  |
| 1.                                     | «Die by the Sword» (en directo)                                                                                | marzo de 1983 en California     |          |  |
| 2.                                     | «Aggressive Perfector» (en directo)                                                                            | 1983 en California              |          |  |
| 3.                                     | «Praise of Death» (en directo)                                                                                 | septembre de 1984 en California |          |  |
| 4.                                     | «Haunting the Chapel» (en directo)                                                                             | mayo de 1985 en Suecia          |          |  |
| 5.                                     | «Necrophobic» (en directo)                                                                                     | 1986 en Nueva York              |          |  |
| 6.                                     | «Reborn» (en directo)                                                                                          | 1986 en Nueva York              |          |  |
| 7.                                     | «Jesus Saves» (en directo)                                                                                     | 1986 en Nueva York              |          |  |
| 8.                                     | «War Ensemble» (en directo)                                                                                    | junio de 1991 en Míchigan       |          |  |
| 9.                                     | «South of Heaven» (en directo)                                                                                 | junio de 1991 en Míchigan       |          |  |
| 10.                                    | «Dead Skin Mask» (en directo)                                                                                  | junio de 1991 en Míchigan       |          |  |
| 11.                                    | «Gemini» (en directo)                                                                                          | agosto de 1996 en California    |          |  |
| 12.                                    | «Kerrang! Magazine Awards '96: Heaviest Band Award"» (Tomada de una grabación cortesía de la revista Kerrang!) |                                 |          |  |
| 13.                                    | «EPK para Diabolus in Musica»                                                                                  |                                 |          |  |
| 14.                                    | «Stain of Mind» (julio de 1998 en Tokio, Japón)                                                                |                                 |          |  |
| 15.                                    | «Bloodline» (en directo)                                                                                       | abril de 2002 por ESPN          |          |  |
| 16.                                    | «Disciple» (en directo)                                                                                        | julio de 2003 en Francia        |          |  |
| 17.                                    | «God Send Death» (en directo)                                                                                  | julio de 2003 en Francia        |          |  |

| Disco 5 - En directo en The Grove en Anaheim, California. Grabado el 2 de mayo de 2002 (Bloodpack, Deluxe Edition) |                                     |                       |                |          |  |
| N.º | Título                              | Letras                | Música         | Duración |  |
| 1. | «Darkness of Christ» (en directo)   | King                  | Hanneman       | 1:48     |  |
| 2. | «Disciple» (en directo)             | King                  | Hanneman       | 4:30     |  |
| 3. | «War Ensemble» (en directo)         | Hanneman, Araya       | Hanneman       | 5:40     |  |
| 4. | «Stain of Mind» (en directo)        | Hanneman              | King           | 3:59     |  |
| 5. | «Post mortem» (en directo)          | Hanneman              | Hanneman       | 4:20     |  |
| 6. | «Raining Blood» (en directo)        | Hanneman, King        | Hanneman       | 3:25     |  |
| 7. | «Hell Awaits» (en directo)          | King                  | Hanneman, King | 7:14     |  |
| 8. | «At Dawn They Sleep» (en directo)   | Hanneman, King, Araya | Hanneman       | 7:44     |  |
| 9. | «Dead Skin Mask» (en directo)       | Araya                 | Hanneman       | 6:32     |  |
| 10. | «Seasons in the Abyss» (en directo) | Araya                 | Hanneman       | 4:32     |  |
| 11. | «Mandatory Suicide» (en directo)    | Araya                 | Hanneman, King | 5:13     |  |
| 12. | «Chemical Warfare» (en directo)     | Hanneman, King        | Hanneman, King | 7:00     |  |
| 13. | «South of Heaven» (en directo)      | Araya                 | Hanneman       | 4:32     |  |
| 14. | «Angel of Death» (en directo)       | Hanneman              | Hanneman       | 6:18     |  |

## Personal
- Tom Araya - bajo, voz
- Jeff Hanneman - guitarra
- Kerry King - guitarra
- Dave Lombardo - batería en disco #1 pistas 1-18, disco #2 pista 15, disco #3 pistas 1-7, 10-11 y 16-17, disco #4 pistas 1-10 y 15-17, disco #5 pistas 1-14
- Paul Bostaph - batería en disco #2 pistas 1-14 y 16-22, disco #3 pistas 12 y 14-15, disco #4 pista 14
- Jon Dette - batería en disco #4 pista 11

### Producción
- Rick Sales - productor ejecutivo
- Nich John - productor ejecutivo, productor DVD
- Kevin Estrada - coproductor ejecutivo, fotografía
- Rick Rubin - American Records
- Dino Paredes - American Records
- Sanctuary Artist Management - representación
- Vlado Meller - masterización
- Steve Kadison - asistente de masterización
- Adam Abrams - coordinación proyecto
- Jeff Fura - productor DVD
- Kelly McFadden - Diseño menú DVD
- Dave Wright - autoría DVD
- Scott Sill - autoría DVD
- Paul Kirsch - edición DVD
- George Fitz - edición DVD
- Vartan - dirección artística
- t42design - dirección artística, diseño
- Mark Weiss - fotografía
- Doug Goodman Archive - fotografía
- Slayer Archives - material de audio y visual
- Marc Paschke - libreto
- Eric Braverman - libreto
- Michael Kachko - marketin
- Scott D. Harrington - legal
- John Dittmar - agente de contratación
- Scott Sokol - agente de contratación
- John Jackson - agente de contratación
- Bill Vuylsteke - business management
- Angela DeSimone - business management
- Monroe Grisman - merchandise
- Ted Mattes - merchandise